# قيقب دائم الخضرة
القيقب الدائم الخضرة أو القيقب الكريتي نوع نباتي ينتمي إلى جنس القيقب من الفصيلة الصابونية.

## موطنه
موطنه المشرق العربي وجنوب تركيا واليونان (بما فيها جزيرة كريت).